# 김병현
김병현(金炳賢, 1979년 2월 15일~)은 전 오스트레일리아 야구 리그 멜버른 에이시스의 투수이다. 역대 3번째로 MLB에 진출한 한국인 메이저리거였다.

## 선수 시절

### 미국 프로야구 시절
우완 언더핸드 투수로 2001년에 애리조나 다이아몬드백스 소속으로 월드 시리즈에 참가했고, 월드 시리즈에서 우승했다. 박찬호, 류현진 다음으로 한국 선수 중 MLB에서 승리를 많이 했다. 2004년 보스턴 레드삭스에서는 큰 활약을 보이지 못했지만 팀이 월드시리즈를 우승하는 덕분에 커리어 2번째 월드시리즈 우승 반지를 획득했다. 하지만 월드시리즈 우승 기록은 월드시리즈 엔트리에 들은 경우에만 인정되기에 2004년에는 월드시리즈 우승 멤버가 아니었다. 월드시리즈 우승 반지는 우승 멤버 외에 정규시즌 출전 이력이 있는 선수, 마이너리그 감독, 구단 직원 등에게 수여되기 때문에 그는 우승 반지를 2개 소유하고 있지만 월드시리즈 우승 횟수는 1회이다. 1998년 방콕 아시안 게임]]과 2006년 WBC에 국가대표로 참가했다. 1999년 애리조나에 입단해 MLB에 데뷔했다. 특히 전성기 때의 슬라이더는 MLB에서 알아 주는 마구로 통했다. 2007년 이후 MLB 경기에 출전하지 못했고 2008년 3월에 소속 팀에서 방출됐다. 2009년 WBC 출전으로 재기를 노렸으나 여권 분실 해프닝으로 대표팀에서 제외됐다. 보스턴 레드삭스 시절 가운데 손가락을 내민 게 오해를 불러일으켜 보스턴 시민들이 싫어하는 편이다. 2010년 2월 2일 샌프란시스코 자이언츠와 마이너 계약을 체결했으나 얼마 안 돼서 2010년 3월 16일에 방출됐다.

### 미국 독립야구 시절
2010년 5월 7일 미국 독립 리그 골든 베이스볼 리그의 오렌지 카운티 플라이어스와 계약했다.

### 일본 프로야구 시절

#### 도호쿠 라쿠텐 골든이글스시절
2011년 1월 25일에 1년 총 3,300만엔(한화 약 4억 4,700만원)에 계약했다. 그러나 1군에 오르지 못하고 2011년 11월에 방출됐다.

### 한국 프로야구 시절

#### 넥센 히어로즈시절
광주일고를 졸업하고 1997년 연고 팀 해태 타이거즈의 고졸 우선 지명을 받았으나 성균관대 법학과에 입학했고, 1998년 방콕 아시안 게임에서 금메달을 획득해 병역 해결 후 MLB에 진출했으나 최희섭과 함께 KBO에서 영구 제명돼 해태 타이거즈의 지명권이 말소됐다. 2007년 4월 2일 해외파 특별 지명 회의에서 현대 유니콘스에 영구 지명됐고, 현대 유니콘스 해체 후 그의 지명권이 히어로즈에 인계됐다. 라쿠텐에서 방출된 후에도 계속 히어로즈의 제안을 거절하다가, 2012년 1월 18일 계약금 10억, 연봉 5억, 옵션 1억 등의 총액 16억원에 계약을 체결하며 국내에 복귀했다. 2군에서 감각을 끌어올린 후 2012년 5월 8일 LG전에 구원 등판해 1이닝 3피안타, 1실점을 기록했다. 2012년 6월 20일 두산 베어스전에서 6이닝 4피안타, 5사사구, 1실점으로 KBO 리그 데뷔 첫 승을 거뒀으며 이는 2007년 플로리다 말린스 시절 메츠전 선발 승 이후로 4년 8개월 만이었다.

#### KIA 타이거즈시절
2014년 4월 10일 당시 KIA 타이거즈 소속이었던 김영광과의 1:1 트레이드로 이적하였다.
2016년 시즌 전 스프링 캠프에서 맹장 수술로 인해 몸을 만들지 못한 상태에서 시즌을 맞이했고, 러닝 훈련을 하다가 골반에 무리가 와 1군에서 단 한 경기도 출전하지 못하며 보류선수 명단에서 제외됐다.

### 도미니카 프로야구 시절
2017년 9월 23일에 기간테스 델 시바오에 입단하였다. 하지만 정식 선수가 아니었기에 등판하지 못했고, 결국 방출됐다. 하지만 그와 함께 도미니카 윈터 베이스볼 리그에 있던 강정호 덕분에 강정호가 있었던 아길라스 시베나스에 입단하였다.

### 호주 프로야구 시절
2018년 10월 30일에 멜버른 에이시즈에 입단하였다.
2019년 1월 3일 인터뷰에서 은퇴를 선언했다.

## 출신 학교
- 광주수창초등학교
- 무등중학교
- 광주제일고등학교
- 성균관대학교(중퇴)

## 경력
- 1995년 보스턴 세계청소년대회 국가대표
- 1996년 쿠바 세계청소년대회 국가대표
- 1998년 세계야구선수권대회 국가대표
- 1998년 방콕 아시안 게임 국가대표
- 2001년 아시아인 야구 선수 최초 월드시리즈 출장
- 2006년 WBC 국가대표

## 수상
- 1995년 청룡기 MVP
- 1998년 아시안 게임 금메달
- 2001년 한국인 최초 월드 시리즈 우승
- 2002년 MLB 올스타게임 출전
- 2019년 MBC 방송연예대상 인기상 《편애중계》
- 2021년 KBS 연예대상 리얼리티부문 베스트 엔터테이너상
- 2022년 KBS 연예대상 리얼리티부문 남자 우수상
- 2022년 KBS 연예대상 베스트 아이콘상 (사장님 귀는 당나귀 귀)

## 방송 출연
- 2019년 MBC 《황금어장 라디오스타》 - 625회 게스트 (2019년 7월 11일 방송분 출연)
- 2019년 JTBC 《뭉쳐야 찬다》 - 고정 출연
- 2019년 MBN 《자연스럽게》 - 게스트
- 2019년 MBC 《편애중계》 - 고정 출연
- 2020년 SBS 《백종원의 골목식당》 - 게스트
- 2020년 JTBC 《아는형님》 - 게스트
- 2021년 JTBC 《뭉쳐야 쏜다》 - 고정 출연
- 2021년~ KBS 《사장님 귀는 당나귀 귀》 - 반고정 출연
- 2021년 KBS 《슈퍼맨이 돌아왔다》 - 특별 출연
- 2021년 MBC 《안싸우면 다행이야》 - 게스트
- 2022년 채널A 《슈퍼 DNA-피는 못 속여》 - 1회 게스트
- 2022년 JTBC 《전설체전》 - 고정 출연
- 2022년 KBS 《청춘야구단: 아직은 낫아웃》 - 감독
- 2022년  JTBC 《톡파원25시》 - 게스트
- 2023년 TV CHOSUN 《조선체육회》 - 고정 출연
- 2024년 ENA 《찐팬구역》 - 게스트
- 2024년  JTBC 《톡파원25시》 - 게스트

## 드라마
- 2020년 SBS 《펜트하우스》 ... 주단태의 절친 투수 역 (특별 출연)

## 통산 기록
| 연 도          | 소 속          | 나 이          | 승 리 | 패 전 | 승 률 | 평 자 책 | 출 장 | 선 발 | 완 투 | 완 봉 | 세 이 브 | 홀 드 | 이 닝 | 피 안 타 | 피 홈 런 | 볼 넷 | 고 4 | 탈 삼 진 | 몸 맞 | 보 크 | 폭 투 | 실 점 | 자 책 | 타 자 수 | W H I P |
| -------------- | -------------- | -------------- | ----- | ----- | ----- | -------- | ----- | ----- | ----- | ----- | -------- | ----- | ----- | -------- | -------- | ----- | ---- | -------- | ----- | ----- | ----- | ----- | ----- | -------- | ------- |
| 1999           | ARI            | 20             | 1     | 2     | .333  | 4.61     | 25    | 0     | 0     | 0     | 1        | 3     | 27.1  | 20       | 2        | 20    | 2    | 31       | 5     | 1     | 4     | 15    | 14    | 121      | 1.46    |
| 2000           | ARI            | 21             | 6     | 6     | .500  | 4.46     | 61    | 1     | 0     | 0     | 14       | 5     | 70.2  | 52       | 9        | 46    | 5    | 111      | 9     | 2     | 3     | 39    | 35    | 320      | 1.39    |
| 2001           | ARI            | 22             | 5     | 6     | .455  | 2.94     | 78    | 0     | 0     | 0     | 19       | 11    | 98.0  | 58       | 10       | 44    | 3    | 113      | 8     | 1     | 5     | 32    | 32    | 392      | 1.04    |
| 2002           | ARI            | 23             | 8     | 3     | .727  | 2.04     | 72    | 0     | 0     | 0     | 36       | 0     | 84.0  | 64       | 5        | 26    | 2    | 92       | 6     | 0     | 2     | 20    | 19    | 343      | 1.07    |
| 2003           | ARI            | 24             | 1     | 5     | .167  | 3.56     | 7     | 7     | 0     | 0     | 0        | 0     | 43.0  | 34       | 6        | 15    | 0    | 33       | 4     | 0     | 0     | 17    | 17    | 181      | 1.14    |
| 2003           | BOS            | 24             | 8     | 5     | .615  | 3.18     | 49    | 5     | 0     | 0     | 16       | 1     | 79.1  | 70       | 6        | 18    | 3    | 69       | 8     | 0     | 1     | 38    | 28    | 336      | 1.11    |
| 03합           | BOS            | 24             | 9     | 10    | .474  | 3.31     | 56    | 12    | 0     | 0     | 16       | 1     | 122.1 | 104      | 12       | 33    | 3    | 102      | 12    | 0     | 1     | 55    | 45    | 517      | 1.12    |
| 2004           | BOS            | 25             | 2     | 1     | .667  | 6.23     | 7     | 3     | 0     | 0     | 0        | 0     | 17.1  | 17       | 1        | 7     | 1    | 6        | 2     | 0     | 1     | 15    | 12    | 77       | 1.39    |
| 2005           | COL            | 26             | 5     | 12    | .294  | 4.86     | 40    | 22    | 0     | 0     | 0        | 1     | 148.0 | 156      | 17       | 71    | 8    | 115      | 14    | 1     | 11    | 82    | 80    | 667      | 1.53    |
| 2006           | COL            | 27             | 8     | 12    | .400  | 5.57     | 27    | 27    | 0     | 0     | 0        | 0     | 155.0 | 179      | 18       | 61    | 8    | 129      | 8     | 1     | 5     | 103   | 96    | 689      | 1.55    |
| 2007           | COL            | 28             | 1     | 2     | .333  | 10.50    | 3     | 1     | 0     | 0     | 0        | 0     | 6.0   | 6        | 2        | 4     | 0    | 2        | 1     | 0     | 0     | 7     | 7     | 29       | 1.67    |
| 2007           | FLA            | 28             | 5     | 3     | .625  | 4.16     | 14    | 13    | 0     | 0     | 0        | 0     | 75.2  | 65       | 9        | 53    | 3    | 68       | 8     | 1     | 1     | 41    | 35    | 349      | 1.56    |
| 2007           | ARI            | 28             | 0     | 1     | .000  | 23.63    | 2     | 2     | 0     | 0     | 0        | 0     | 2.2   | 11       | 1        | 2     | 0    | 3        | 1     | 0     | 0     | 9     | 7     | 22       | 4.88    |
| 2007           | FLA            | 28             | 4     | 2     | .667  | 8.21     | 9     | 6     | 0     | 0     | 0        | 0     | 34.0  | 49       | 8        | 9     | 0    | 34       | 6     | 0     | 3     | 33    | 31    | 162      | 1.71    |
| 07합           | FLA            | 28             | 10    | 8     | .556  | 6.08     | 28    | 22    | 0     | 0     | 0        | 0     | 118.1 | 131      | 20       | 68    | 3    | 107      | 16    | 1     | 4     | 90    | 80    | 562      | 1.68    |
| 2012           | 넥센           | 33             | 3     | 8     | .273  | 5.66     | 19    | 12    | 0     | 0     | 0        | 3     | 62.0  | 65       | 6        | 34    | 0    | 43       | 14    | 0     | 4     | 44    | 39    | 294      | 1.60    |
| 2013           | 넥센           | 34             | 5     | 4     | .556  | 5.26     | 15    | 14    | 0     | 0     | 0        | 0     | 75.1  | 71       | 7        | 36    | 0    | 43       | 13    | 0     | 4     | 46    | 44    | 334      | 1.42    |
| 2014           | KIA            | 35             | 3     | 6     | .333  | 7.10     | 21    | 15    | 1     | 0     | 0        | 0     | 71.0  | 88       | 5        | 27    | 0    | 66       | 13    | 1     | 6     | 58    | 56    | 330      | 1.62    |
| 2015           | KIA            | 36             | 0     | 5     | .000  | 6.98     | 23    | 8     | 0     | 0     | 0        | 2     | 49.0  | 67       | 7        | 18    | 1    | 38       | 11    | 1     | 0     | 38    | 38    | 232      | 1.74    |
| MLB 통산 : 9년 | MLB 통산 : 9년 | MLB 통산 : 9년 | 54    | 60    | .474  | 4.42     | 394   | 87    | 0     | 0     | 86       | 21    | 841.0 | 781      | 94       | 376   | 35   | 806      | 80    | 7     | 36    | 451   | 413   | 3688     | 1.38    |
| KBO 통산 : 4년 | KBO 통산 : 4년 | KBO 통산 : 4년 | 11    | 23    | .324  | 6.19     | 78    | 49    | 1     | 0     | 0        | 5     | 257.1 | 291      | 25       | 115   | 1    | 190      | 51    | 2     | 14    | 186   | 177   | 1190     | 1.58    |

- 시즌 기록 중 굵은 글씨는 해당 시즌 최고 기록

## 같이 보기
- 대한민국 출신 메이저 리그 베이스볼 선수 목록